# 美国计划生育联合会
美国计划生育联合会 ，或稱美國計劃生育聯盟，是一个在美国和全球提供生育健康护理的非营利组织，它是美國501(c)条款所確認的免稅组织，並是国际计划生育联合会的成员协会。美国计划生育联合会的总部位于纽约布鲁克林，1916年玛格丽特·桑格在那里开设了美国第一个避孕诊所。桑格于1921年成立美国控制生育联盟，其在1942年改名为美国计划生育联合会。
美国计划生育联合会包括159个医疗和非医学分支机构，其在美国运营超过650个健康诊所，它的合作伙伴组织遍布12个国家。该组织直接提供各种生育健康服务和性教育，致力于研究生育技术，並提倡对生殖权利進行保护。
美国计划生育联合会是美国最大的生殖健康服务供应商。2014年联合会的年度报告称，在超过400万人的临床探访中有超过250万名患者，并為大眾提供将近950万例不相關聯的服务，包括32.4万例堕胎。其合并年度收入达13亿美元，其中包括大约5.3亿的政府资金，如医疗报销。在其整个历史中，美国计划生育联合会及屬其成员的诊所经历了许多支持、争议、抗议活动和暴力攻击。

## 歷史

### 联合会的創立

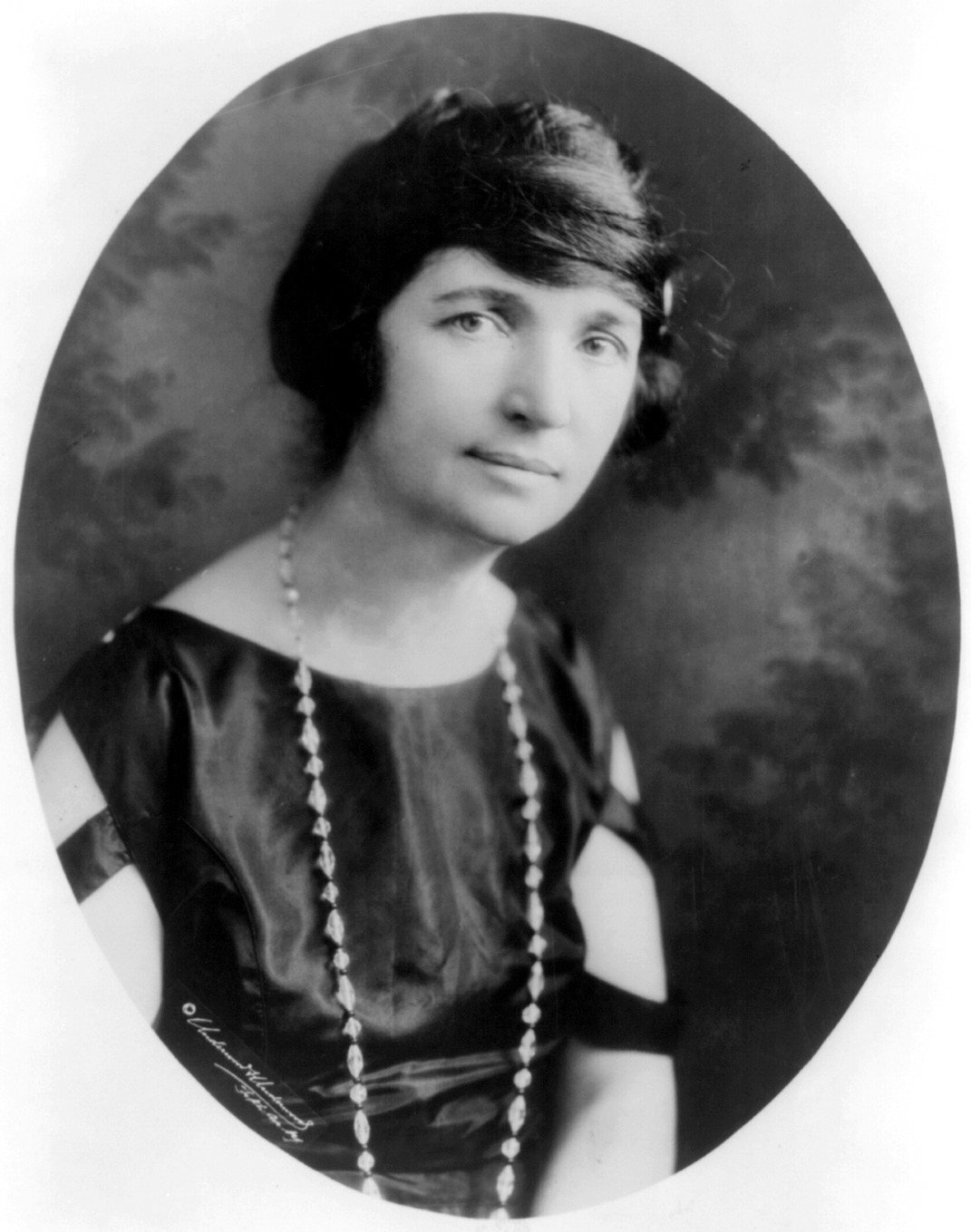
美国计划生育联合会的首任主席和創辦人瑪格麗特·桑格（攝於1922年）

1916年10月16日，瑪格麗特·桑格、法尼亞·明德爾及桑格的妹妹埃塞爾·伯恩（Ethel Byrne）在美国設立了首間避孕診所，其位於紐約市布魯克林東部的住宅小區布朗斯維爾 。她們在診所內對外分發避孕器具，並提供相关的諮詢服務和信息，结果她們都因違反了禁止人們分發淫穢物品的《康斯托克法案》而被捕。她們的此一開創先河的舉動引起了全国性的關注和支持，並被大眾稱作「布朗斯維爾試驗」（Brownsville trials）。桑格等被告人都因指控而被定罪，但她們都不服判決，共同先后向兩個上訴法院提出上訴。儘管最後她們的定罪始终未被推翻，但是第兩個上訴法院的法官修改了相关法律，容許醫師为求診者提供避孕器具及方法。她們最終大大改變了美國的避孕和性教育相关法律。
桑格等人的診所在1921年组織创立了美國控制生育聯盟，它在20世纪60年代以前一直是美国唯一的避孕倡導組織核心。到了1941年時，它運營的健康中心達到了222間，並已為49000位客戶提供了服務。然而有些批評意見認为它的頭銜具有冒犯性且「違反了家庭價值」，所以聯盟內部開始打算把组織名改掉，並为此進行过探討。聯盟於1942年正式決定改名为美國計劃生育聯合會（Planned Parenthood Federation of America）。
1960年聯合會的運作人手大多是義工，当时聯合會派遣自身的员工和義工至全美國數百個社區，為當地提供計劃生育諮詢服務。美國計劃生育聯合會是国际计划生育联合会的共同創始成員之一，其於1952年印度孟買的一次會議后成立。
美國計劃生育聯合會和桑格皆與現今美國社會的墮胎議題有著強烈關係。然而纵观桑格的一生，以至聯合會从創立至今的大部分时间，美國法律基本都禁止墮胎，且相关議題的探討在大部分日子都经过審查。桑格與其他美國的避孕提倡者在此期間皆公開譴責墮胎，認為如果每個女性都能接受及進行避孕，墮胎則顯得亳無必要可言。

### 桑格卸任以後
艾倫·弗蘭克·古特馬赫在1962年正式接任桑格，成為聯合會的主席，其任期一直维持至1974年。在此期間，美国食品药品监督管理局（FDA）批准复合口服避孕药在美國上市，誘使社会对女性生殖自由的態度出現轉變。在古特馬赫擔任主席的期間，美國計劃生育聯合會不斷遊說美國政府支持及推广生殖健康，最終使时任總統理查德·尼克松簽訂《Title X家庭計畫專案》（Title X Family Planning Program），承諾為低收入女性提供政府補貼，使其能享有計劃生育服務，同时成立一个相关的半自治部門——家庭計畫專案中心（Center for Family Planning Program Development）。該中心在1977年改名为葛特馬赫研究所，並成为一个完全獨立的组織。
联合会在1955年時开始提倡对墮胎法進行全面改革，該年联合会的醫療總監瑪麗·卡爾德龍為這個議題召開了全國醫療專業人士會議。其是美國首个有醫師等專業人士參與，並一致主張把墮胎除罪化的會議。此會議在美國墮胎法改革運動中扮演着一定角色。联合会起初只主張治療性流產除罪化，但其要求除罪化的範圍在1960年代間變得愈來愈多，最終联合会在1969年提倡廢除所有类型的反墮胎法。在美國隨後具影響性的墮胎權官司中，联合会皆扮演着一个关鍵的角色，比如羅訴韋德案（1973年）、联合会訴凱西案（1992年） 。
費耶·沃特爾頓於1978年成为第一位擔任联合会主席之位的美國黑人，其在位时間终於1992年。她亦是联合会成立以來最年轻的主席。在她的任期內，联合会的規模繼續壯大起來，成為美國第七大慈善機構，並通過170家附屬機構向全美50個州份提供服務，每年的客戶數量更高達400萬。
格洛麗亞·費爾特於1996年接任联合会主席一職，繼續領導联合会發展，其任期一直维持至2006年。她創辦了一個名為「计划生育行動基金會」（Planned Parenthood Action Fund，PPAF）的政治行動委員會，發起其歷史上最有影響力的選舉宣傳工作。它是聯合會的無黨派政治游说部门，並会發起和參與教育及選舉性活動去達至推廣聯合會使命的目的，包括政策倡导、選民教育，和組織基層人士。她亦發起一項全國性運動——「有責任地選擇行动议程」（Responsible Choices Action Agenda），為的是防止意外懷孕、提高生殖保健的質量，以及保障人們能在合法的情況下進行安全的墮胎。她还創建了「全球夥伴關係計劃」（Global Partnership Program），計劃的目的是為計劃生育爭取活躍且積極的支持者。

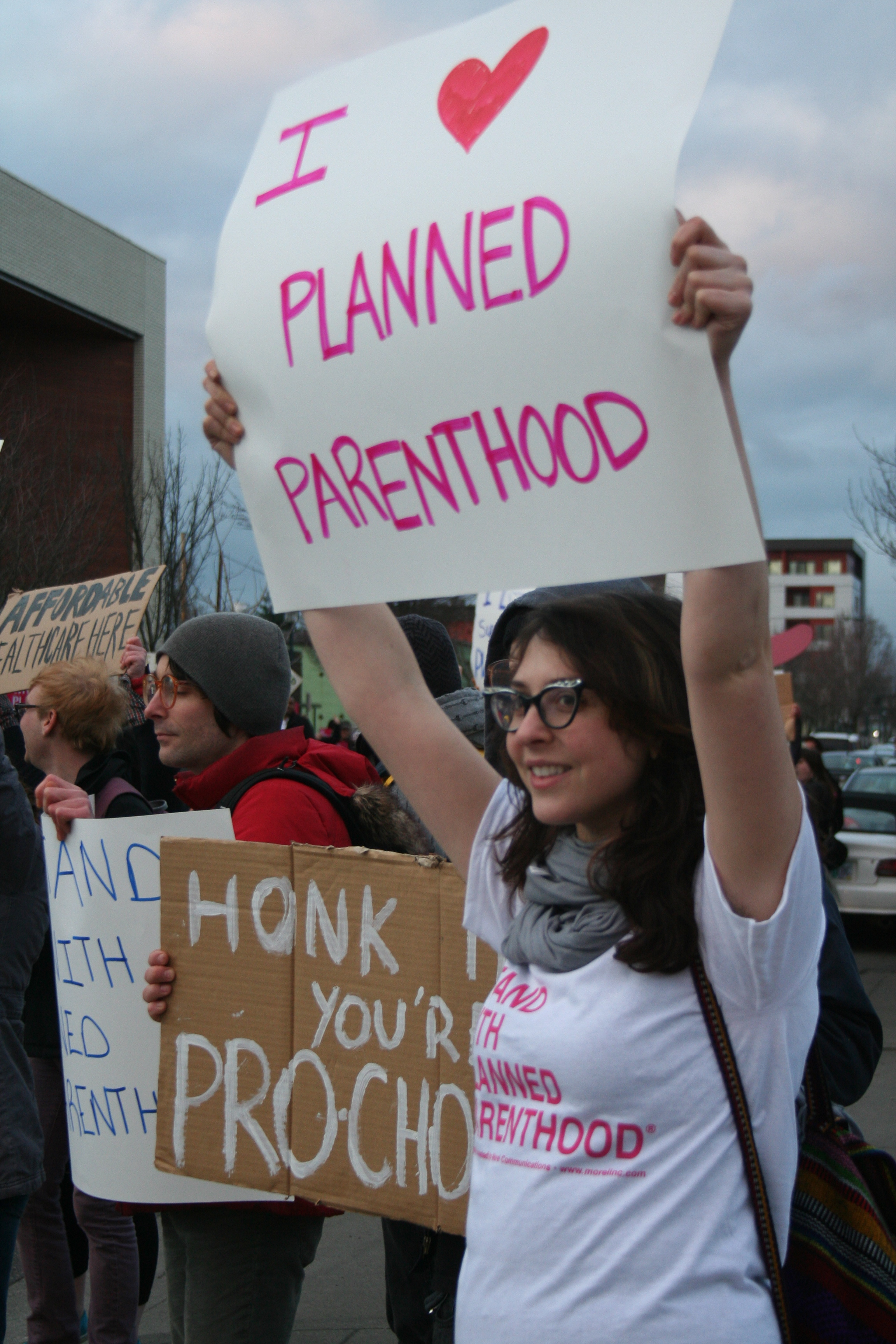
一名正在參與支持联合会的示威活動的支持者。

德克薩斯州前州長安·理查茲的女兒塞西爾·理查茲於2006年2月15日正式取代費爾特，成为联合会的第5任主席。理查茲於2012年成功入選時代百大人物。
華裔女醫生溫麟衍（Dr. Leana Wen）獲委任為會長，是50年來联合会第一次委任醫生出任這個職位。她將於2018年11月12日就任。

### 瑪格麗特·桑格獎
自1966年起，联合会每一年皆会頒發瑪格麗特·桑格獎，用以表彰「在推廣生殖健康和生殖權利方面有着傑出貢獻的人士」。他們於首年为四名男子授予獎項，分別是林登·约翰逊、马丁·路德·金、威廉·德雷珀，以及卡爾·哈特曼（Carl G. Hartman）。及後的得獎者則包括約翰·戴維森·洛克菲勒三世、凯瑟琳·赫本、珍·芳達、希拉里·克林顿，以及泰德·透納。

## 服务
联合会附屬機構所提供的服務因地點而異，只有近一半的美國附屬機構提供墮胎服务。除了墮胎，联合会还会提供其他服务，包括提供避孕/緊急避孕器具、臨床乳房檢查、子宮頸癌篩查、妊娠測試、怀孕選擇輔導、性教育、输精管切除服务、LGBT輔導服务，以及檢測和治疗性傳染病。與一些臆測相反，联合会虽会進行癌症篩查，但不會以X射线拍攝乳房照片。
聯合會於2013年为460萬名臨床探訪者提供服務，当中包括270萬名患者。大約16％的探訪者是青少年。2014年該組織則提供了360萬件避孕器具、450萬例性傳播感染支援服務、約100萬例癌症相關服務、超過100萬例妊娠檢驗和產前服務、進行了超過32.4萬次的终止怀孕服務，屬其餘服務的个案則有過10萬例——联合会總共提供了950萬例不相關聯的服務。聯合會知名於为少數民族和窮人提供服務；联合会指出其五分之四的客戶的收入低於或等於美國聯邦貧困綫的150％。聯合會提供的男性健康服務包括檢測和治療性傳播疾病、輸精管切除手術和勃起功能障礙輔導及支援服務。此外亦提供关於男性避孕和如何降低感染性傳播疾病的風險的教育。

## 設施

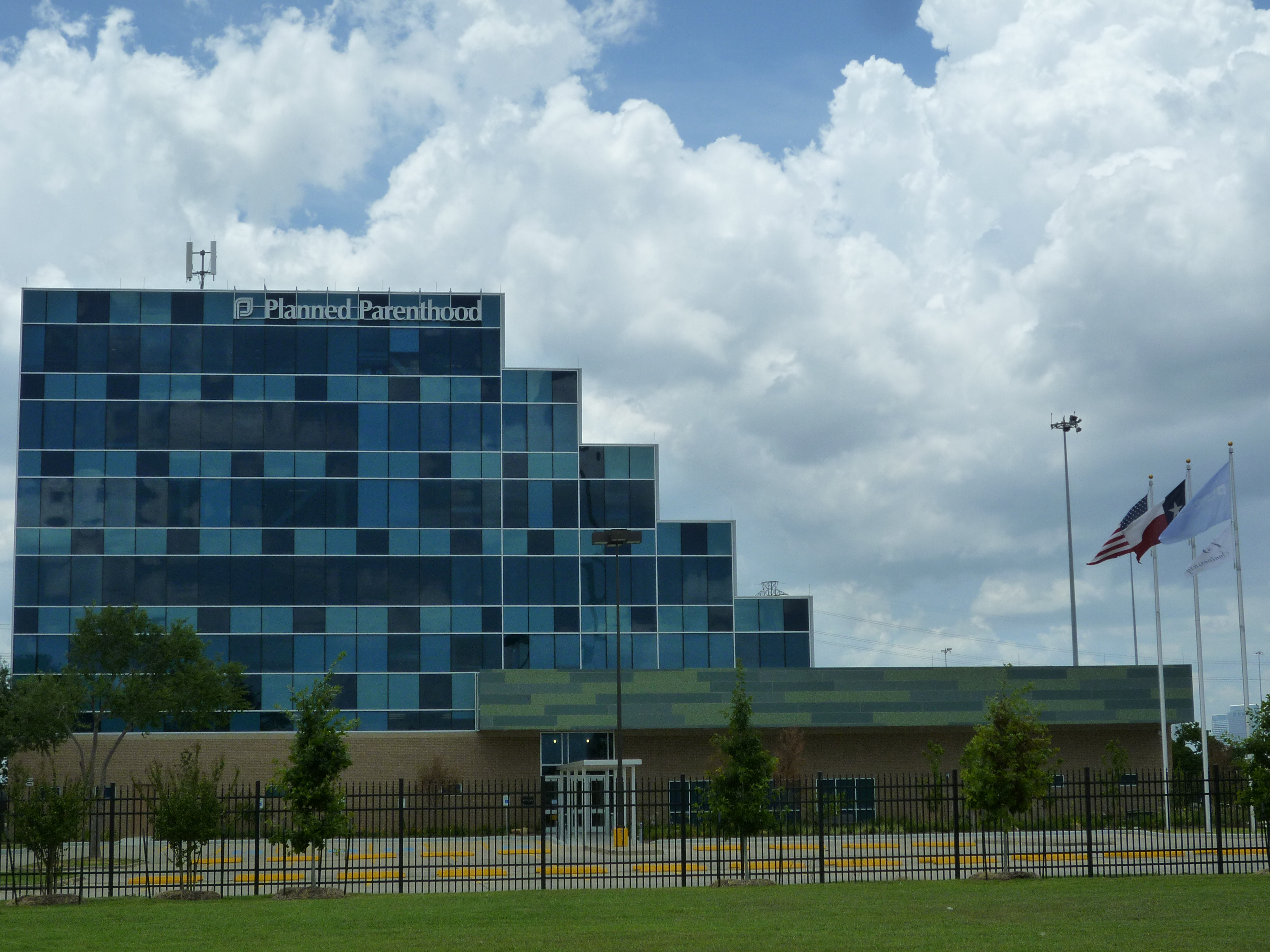
聯合會運營的最大設施（攝於休斯敦）

聯合會在美國擁有兩个全國辦事處：一個設於華盛頓特區，另一個則設於紐約。包括設於英國倫敦的樞紐辦事處在內，其總共有三個國際辦事處。其還有68個醫療及相關附屬機構、101個其他非醫學附屬機構，包括34個政治行政委員會。其在美國和哥倫比亞特區運營700多間健康中心。連計其所擁有的物業，聯合會總共擁有約5400萬美元的资產，此外其每年花費超過100萬美元於租用空間。其運營的最大設施位於休斯敦，佔地7200平方米，耗費了約2600萬美元。

## 全球性影響
联合会透過全球計劃生育聯合會此一轄下组織和擁有149個成員協會的國際計劃生育聯合會對外宣揚联合会的理念，及發起不同类型的活動。國際計劃生育聯合會更與位於加勒比和美洲的國際計劃生育聯合會 ，以及國際計劃生育聯合會（歐洲網絡）額外有所聯繫。